# Groupe E de la Coupe du monde de football 2022
Navigation
- A
- B
- C
- D
- E
- F
- G
- H

- 1/8e
- 1/4
- 1/2
- Finale

Le groupe E de la Coupe du monde 2022, qui se dispute au Qatar du 20 novembre au 18 décembre 2022, comprend quatre équipes dont les deux premières se qualifient pour les huitièmes de finale de la compétition.
Le tirage au sort est effectué le 1er avril 2022 à Doha.
Le premier de ce groupe affronte le deuxième du Groupe F et le deuxième de ce groupe affronte le premier du Groupe F.

## Équipes
Il s’agit d’un des groupes de la mort du mondial, composé de deux des trois derniers champions du monde, mais aussi du Japon et du Costa Rica, équipes dotées d’une bonne qualité de jeu dans leur confédération respective. L’Allemagne et l’Espagne restent sur une coupe du monde en Russie décevante (malgré une demi finale atteinte au dernier Euro pour la Roja), mais se sont facilement qualifiés pour le mondial après une campagne de qualification réussie (où ils ont fini premier de leurs groupes respectifs) et font partie des favoris pour la victoire finale. Le Japon reste un outsider, mais composé de plusieurs joueurs évoluant dans des grands clubs européens, peut compter sur l’expérience acquise depuis le mondial russe où il est sorti d’une poule relevée, et ayant donné du fil à retordre à la Belgique (2-3). Les samouraïs bleus se sont directement qualifiés en finissant 2e au dernier tour de qualification derrière l’Arabie Saoudite. Enfin, le Costa Rica, peut compter sur sa place de quart de finaliste obtenue au mondial brésilien pour créer la surprise, mais doit faire office de petit poucet après avoir fini 4e en qualification derrière le Canada, le Mexique et les Etats-Unis.  

## Résumé
Lors du premier match de la poule, le Japon crée la surprise en renversant l'Allemagne (1-2). Les Allemands pensaient avoir fait le plus dur en ouvrant le score en première mi-temps sur un pénalty transformé par Gündoğan mais, incapables en seconde période de concrétiser leurs occasions et s'exposant de plus en plus aux contres incisifs des Japonais, ils ont fini par craquer en fin de match, encaissant deux buts synonymes de défaite par Ritsu Doan puis Takuma Asano. L'Espagne de son côté fait preuve d'efficacité en écrasant le Costa Rica (7-0). Lors de la seconde journée, le Costa Rica se rachète en battant le Japon (1-0) ce qui fait l'affaire des Allemands. Ces derniers parviennent ensuite à accrocher une Espagne dominatrice en égalisant en fin de match (1-1), restant ainsi en course pour la qualification.

## Classement
|   | Équipe     | Pts | J | G | N | P | Bp | Bc | Diff |
| 1 | Japon      | 6   | 3 | 2 | 0 | 1 | 4  | 3  | +1   |
| 2 | Espagne    | 4   | 3 | 1 | 1 | 1 | 9  | 3  | +6   |
| 3 | Allemagne  | 4   | 3 | 1 | 1 | 1 | 6  | 5  | +1   |
| 4 | Costa Rica | 3   | 3 | 1 | 0 | 2 | 3  | 11 | -8   |

| 11 | 23 novembre 2022  | Allemagne  | 1 - 2 | Japon      |
| 10 | 23 novembre 2022  | Espagne    | 7 - 0 | Costa Rica |
| 25 | 27 novembre 2022  | Japon      | 0 - 1 | Costa Rica |
| 23 | 26 novembre 2022  | Espagne    | 1 - 1 | Allemagne  |
| 43 | 1er décembre 2022 | Japon      | 2 - 1 | Espagne    |
| 44 | 1er décembre 2022 | Costa Rica | 2 - 4 | Allemagne  |

## 1rejournée

### Allemagne -	Japon
| Match 11                                                     | Allemagne           | 1 - 2   | Japon                           | Stade international de Khalifa, Doha                                        |                                                                             |
| 23 novembre 2022 · 16:00 (UTC+3) · Historique des rencontres | Gündoğan 33e (pen.) | (1 - 0) | 75e Doan · 83e Asano (Itakura ) | Spectateurs : 42 608 Arbitrage : Iván Barton Arbitre vidéo : Mauro Vigliano | Spectateurs : 42 608 Arbitrage : Iván Barton Arbitre vidéo : Mauro Vigliano |
| 23 novembre 2022 · 16:00 (UTC+3) · Historique des rencontres | Rapport             |         |                                 | Spectateurs : 42 608 Arbitrage : Iván Barton Arbitre vidéo : Mauro Vigliano | Spectateurs : 42 608 Arbitrage : Iván Barton Arbitre vidéo : Mauro Vigliano |

| Allemagne | Japon |

| ALLEMAGNE :     |    |                    |  |     |
|                 |    |                    |  |     |
| Gardien de but  | 01 | Manuel Neuer       |  |     |
|                 | 03 | David Raum         |  |     |
|                 | 23 | Nico Schlotterbeck |  |     |
|                 | 02 | Antonio Rüdiger    |  |     |
|                 | 15 | Niklas Süle        |  |     |
|                 | 21 | İlkay Gündoğan     |  | 67e |
|                 | 06 | Joshua Kimmich     |  |     |
|                 | 10 | Serge Gnabry       |  | 90e |
|                 | 14 | Jamal Musiala      |  | 79e |
|                 | 13 | Thomas Müller      |  | 67e |
|                 | 07 | Kai Havertz        |  | 79e |
| Remplaçants :   |    |                    |  |     |
|                 | 18 | Jonas Hofmann      |  | 67e |
|                 | 08 | Leon Goretzka      |  | 67e |
|                 | 11 | Mario Götze        |  | 79e |
|                 | 09 | Niclas Füllkrug    |  | 79e |
|                 | 26 | Youssoufa Moukoko  |  | 90e |
| Sélectionneur : |    |                    |  |     |
| Hansi Flick     |    |                    |  |     |

| JAPON :         |    |                   |  |     |
|                 |    |                   |  |     |
| Gardien de but  | 12 | Shūichi Gonda     |  |     |
|                 | 05 | Yūto Nagatomo     |  | 57e |
|                 | 04 | Ko Itakura        |  |     |
|                 | 22 | Maya Yoshida      |  |     |
|                 | 19 | Hiroki Sakai      |  | 75e |
|                 | 17 | Ao Tanaka         |  | 71e |
|                 | 06 | Wataru Endō       |  |     |
|                 | 11 | Takefusa Kubo     |  | 46e |
|                 | 15 | Daichi Kamada     |  |     |
|                 | 14 | Junya Ito         |  |     |
|                 | 25 | Daizen Maeda      |  | 57e |
| Remplaçants :   |    |                   |  |     |
|                 | 16 | Takehiro Tomiyasu |  | 46e |
|                 | 09 | Kaoru Mitoma      |  | 57e |
|                 | 18 | Takuma Asano      |  | 57e |
|                 | 08 | Ritsu Doan        |  | 71e |
|                 | 10 | Takumi Minamino   |  | 75e |
| Sélectionneur : |    |                   |  |     |
| Hajime Moriyasu |    |                   |  |     |

| Assistants : David Morán Zachari Zeegelaar Quatrième arbitre : Saíd Martínez Assistants arbitre vidéo : Armando Villarreal Kathryn Nesbitt Fernando Guerrero Homme du Match : Shūichi Gonda |

### Espagne - Costa Rica
| Match 10                            | Espagne | 7 - 0   | Costa Rica | Stade Al-Thumama, Doha                                                             |                                                                                    |
| 23 novembre 2022 19h00 heure locale | ( Gavi) Olmo 11e · ( Alba) Asensio 21e · F. Torres 31e (pen.) · F. Torres 54e · ( Morata) Gavi 74e · Soler 90e · ( Olmo) Morata 90+2e | (3 - 0) |            | Spectateurs : 40 013 Arbitrage : Mohammed Abdulla Arbitre vidéo : Abdulla Al-Marri | Spectateurs : 40 013 Arbitrage : Mohammed Abdulla Arbitre vidéo : Abdulla Al-Marri |
| 23 novembre 2022 19h00 heure locale | Rapport |         |            | Spectateurs : 40 013 Arbitrage : Mohammed Abdulla Arbitre vidéo : Abdulla Al-Marri | Spectateurs : 40 013 Arbitrage : Mohammed Abdulla Arbitre vidéo : Abdulla Al-Marri |

| Espagne | Costa Rica |

| ESPAGNE :       |    |                   |  |     |
|                 |    |                   |  |     |
| Gardien de but  | 23 | Unai Simón        |  |     |
|                 | 18 | Jordi Alba        |  | 64e |
|                 | 24 | Aymeric Laporte   |  |     |
|                 | 05 | Sergio Busquets   |  | 64e |
|                 | 02 | César Azpilicueta |  |     |
|                 | 16 | Rodri             |  |     |
|                 | 26 | Pedri             |  | 57e |
|                 | 09 | Gavi              |  |     |
|                 | 21 | Dani Olmo         |  |     |
|                 | 10 | Marco Asensio     |  | 69e |
|                 | 11 | Ferran Torres     |  | 57e |
| Remplaçants :   |    |                   |  |     |
|                 | 7  | Álvaro Morata     |  | 57e |
|                 | 19 | Carlos Soler      |  | 57e |
|                 | 14 | Alejandro Balde   |  | 64e |
|                 | 8  | Koke              |  | 64e |
|                 | 12 | Nico Williams     |  | 69e |
| Sélectionneur : |    |                   |  |     |
| Luis Enrique    |    |                   |  |     |

| COSTA RICA :         |    |                   |       |     |
|                      |    |                   |       |     |
| Gardien de but       | 01 | Keylor Navas      |       |     |
|                      | 08 | Bryan Oviedo      |       | 82e |
|                      | 15 | Francisco Calvo   | 68e   |     |
|                      | 06 | Óscar Duarte      |       |     |
|                      | 04 | Keysher Fuller    |       |     |
|                      | 16 | Carlos Martínez   |       | 46e |
|                      | 09 | Jewison Bennette  |       | 61e |
|                      | 17 | Yeltsin Tejeda    |       |     |
|                      | 05 | Celso Borges      |       | 72e |
|                      | 12 | Joel Campbell     | 90+7e |     |
|                      | 07 | Anthony Contreras |       | 61e |
| Remplaçants :        |    |                   |       |     |
|                      | 19 | Kendall Waston    |       | 46e |
|                      | 26 | Álvaro Zamora     |       | 61e |
|                      | 10 | Bryan Ruiz        |       | 61e |
|                      | 20 | Brandon Aguilera  |       | 72e |
|                      | 22 | Rónald Matarrita  |       | 82e |
| Sélectionneur :      |    |                   |       |     |
| Luis Fernando Suárez |    |                   |       |     |

| Assistants : Mohamed Al-Hammadi Hasan Al-Mahri Quatrième arbitre : Ma Ning Assistants arbitre vidéo : Muhammad Taqi Bruno Pires Tomasz Kwiatkowski Homme du Match : Gavi |

## 2ejournée

### Japon - Costa Rica
| Match 25                                                     | Japon   | 0 - 1   | Costa Rica           | Stade Ahmad-ben-Ali, Al Rayyan                                                 |                                                                                |
| 27 novembre 2022 · 13:00 (UTC+3) · Historique des rencontres |         | (0 - 0) | 81e Fuller (Tejeda ) | Spectateurs : 41 479 Arbitrage : Michael Oliver Arbitre vidéo : Jérôme Brisard | Spectateurs : 41 479 Arbitrage : Michael Oliver Arbitre vidéo : Jérôme Brisard |
| 27 novembre 2022 · 13:00 (UTC+3) · Historique des rencontres | Rapport |         |                      | Spectateurs : 41 479 Arbitrage : Michael Oliver Arbitre vidéo : Jérôme Brisard | Spectateurs : 41 479 Arbitrage : Michael Oliver Arbitre vidéo : Jérôme Brisard |

| Japon | Costa Rica |

| JAPON :         |    |                 |       |     |
|                 |    |                 |       |     |
| Gardien de but  | 12 | Shūichi Gonda   |       |     |
|                 | 05 | Yūto Nagatomo   |       | 46e |
|                 | 22 | Maya Yoshida    |       |     |
|                 | 04 | Ko Itakura      | 84e   |     |
|                 | 02 | Miki Yamane     | 44e   | 62e |
|                 | 13 | Hidemasa Morita |       |     |
|                 | 06 | Wataru Endō     | 90+3e |     |
|                 | 24 | Yuki Soma       |       | 82e |
|                 | 15 | Daichi Kamada   |       |     |
|                 | 08 | Ritsu Doan      |       | 67e |
|                 | 21 | Ayase Ueda      |       | 46e |
| Remplaçants :   |    |                 |       |     |
|                 | 26 | Hiroki Ito      |       | 46e |
|                 | 18 | Takuma Asano    |       | 46e |
|                 | 09 | Kaoru Mitoma    |       | 62e |
|                 | 14 | Junya Ito       |       | 67e |
|                 | 10 | Takumi Minamino |       | 82e |
| Sélectionneur : |    |                 |       |     |
| Hajime Moriyasu |    |                 |       |     |

| COSTA RICA :         |    |                   |     |       |
|                      |    |                   |     |       |
| Gardien de but       | 01 | Keylor Navas      |     |       |
|                      | 08 | Bryan Oviedo      |     |       |
|                      | 15 | Francisco Calvo   | 70e |       |
|                      | 19 | Kendall Waston    |     |       |
|                      | 06 | Óscar Duarte      |     |       |
|                      | 04 | Keysher Fuller    |     |       |
|                      | 12 | Joel Campbell     |     | 90+5e |
|                      | 17 | Yeltsin Tejeda    |     |       |
|                      | 05 | Celso Borges      | 61e | 89e   |
|                      | 13 | Gerson Torres     |     | 65e   |
|                      | 07 | Anthony Contreras | 41e | 65e   |
| Remplaçants :        |    |                   |     |       |
|                      | 20 | Brandon Aguilera  |     | 65e   |
|                      | 09 | Jewison Bennette  |     | 65e   |
|                      | 14 | Youstin Salas     |     | 89e   |
|                      | 02 | Daniel Chacón     |     | 90+5e |
| Sélectionneur :      |    |                   |     |       |
| Luis Fernando Suárez |    |                   |     |       |

| Assistants : Stuart Burt Simon Bennett Quatrième arbitre : Maguette Ndiaye Assistants arbitre vidéo : Benoît Millot Cyril Gringore Adil Zourak Homme du Match : Keysher Fuller |

### Espagne - Allemagne
| Match 28                                                     | Espagne            | 1 - 1   | Allemagne               | Stade Al-Bayt, Al-Khor                                                         |                                                                                |
| 27 novembre 2022 · 22:00 (UTC+3) · Historique des rencontres | ( Alba) Morata 62e | (0 - 0) | 83e Füllkrug (Musiala ) | Spectateurs : 68 895 Arbitrage : Danny Makkelie Arbitre vidéo : Pol van Boekel | Spectateurs : 68 895 Arbitrage : Danny Makkelie Arbitre vidéo : Pol van Boekel |
| 27 novembre 2022 · 22:00 (UTC+3) · Historique des rencontres | Rapport            |         |                         | Spectateurs : 68 895 Arbitrage : Danny Makkelie Arbitre vidéo : Pol van Boekel | Spectateurs : 68 895 Arbitrage : Danny Makkelie Arbitre vidéo : Pol van Boekel |

| Espagne | Allemagne |

| ESPAGNE :       |    |                 |     |     |
|                 |    |                 |     |     |
| Gardien de but  | 23 | Unai Simón      |     |     |
|                 | 18 | Jordi Alba      |     | 82e |
|                 | 24 | Aymeric Laporte |     |     |
|                 | 16 | Rodri           |     |     |
|                 | 20 | Dani Carvajal   |     |     |
|                 | 05 | Sergio Busquets | 44e |     |
|                 | 26 | Pedri           |     |     |
|                 | 09 | Gavi            |     | 66e |
|                 | 21 | Dani Olmo       |     |     |
|                 | 10 | Marco Asensio   |     | 66e |
|                 | 11 | Ferran Torres   |     | 54e |
| Remplaçants :   |    |                 |     |     |
|                 | 07 | Álvaro Morata   |     | 54e |
|                 | 08 | Koke            |     | 66e |
|                 | 12 | Nico Williams   |     | 66e |
|                 | 14 | Alejandro Balde |     | 82e |
| Sélectionneur : |    |                 |     |     |
| Luis Enrique    |    |                 |     |     |

| ALLEMAGNE :     |    |                    |     |     |
|                 |    |                    |     |     |
| Gardien de but  | 01 | Manuel Neuer       |     |     |
|                 | 03 | David Raum         |     | 87e |
|                 | 02 | Antonio Rüdiger    |     |     |
|                 | 15 | Niklas Süle        |     |     |
|                 | 05 | Thilo Kehrer       | 37e | 70e |
|                 | 06 | Joshua Kimmich     | 60e |     |
|                 | 08 | Leon Goretzka      | 58e |     |
|                 | 14 | Jamal Musiala      |     |     |
|                 | 21 | İlkay Gündoğan     |     | 70e |
|                 | 10 | Serge Gnabry       |     | 85e |
|                 | 13 | Thomas Müller      |     | 70e |
| Remplaçants :   |    |                    |     |     |
|                 | 09 | Niclas Füllkrug    |     | 70e |
|                 | 16 | Lukas Klostermann  |     | 70e |
|                 | 19 | Leroy Sané         |     | 70e |
|                 | 18 | Jonas Hofmann      |     | 85e |
|                 | 23 | Nico Schlotterbeck |     | 87e |
| Sélectionneur : |    |                    |     |     |
| Hansi Flick     |    |                    |     |     |

| Assistants : Hessel Steegstra Jan de Vries Quatrième arbitre : István Kovács Assistants arbitre vidéo : Massimiliano Irrati Taleb Al-Marri Paolo Valeri Homme du Match : Álvaro Morata |

## 3ejournée

### Japon - Espagne
| Match 43                                                      | Japon                                  | 2 - 1   | Espagne                   | Stade international de Khalifa, Doha                                                    |                                                                                         |
| 1er décembre 2022 · 22:00 (UTC+3) · Historique des rencontres | ( Ito) Doan 48e · ( Mitoma) Tanaka 51e | (0 - 1) | 11e Morata (Azpilicueta ) | Spectateurs : 44 851 Arbitrage : Victor Gomes Arbitre vidéo : Fernando Guerrero Ramírez | Spectateurs : 44 851 Arbitrage : Victor Gomes Arbitre vidéo : Fernando Guerrero Ramírez |
| 1er décembre 2022 · 22:00 (UTC+3) · Historique des rencontres | Rapport                                |         |                           | Spectateurs : 44 851 Arbitrage : Victor Gomes Arbitre vidéo : Fernando Guerrero Ramírez | Spectateurs : 44 851 Arbitrage : Victor Gomes Arbitre vidéo : Fernando Guerrero Ramírez |

| Japon | Espagne |

| JAPON :         |    |                   |     |     |
|                 |    |                   |     |     |
| Gardien de but  | 12 | Shūichi Gonda     |     |     |
|                 | 03 | Shōgo Taniguchi   | 44e |     |
|                 | 22 | Maya Yoshida      | 45e |     |
|                 | 04 | Ko Itakura        | 39e |     |
|                 | 05 | Yūto Nagatomo     |     | 46e |
|                 | 17 | Ao Tanaka         |     | 87e |
|                 | 13 | Hidemasa Morita   |     |     |
|                 | 14 | Junya Ito         |     |     |
|                 | 11 | Takefusa Kubo     |     | 46e |
|                 | 25 | Daizen Maeda      |     | 62e |
|                 | 15 | Daichi Kamada     |     | 68e |
| Remplaçants :   |    |                   |     |     |
|                 | 08 | Ritsu Doan        |     | 46e |
|                 | 09 | Kaoru Mitoma      |     | 46e |
|                 | 18 | Takuma Asano      |     | 62e |
|                 | 16 | Takehiro Tomiyasu |     | 68e |
|                 | 06 | Wataru Endō       |     | 87e |
| Sélectionneur : |    |                   |     |     |
| Hajime Moriyasu |    |                   |     |     |

| ESPAGNE :       |    |                   |  |     |
|                 |    |                   |  |     |
| Gardien de but  | 23 | Unai Simón        |  |     |
|                 | 14 | Alejandro Balde   |  | 68e |
|                 | 04 | Pau Torres        |  |     |
|                 | 16 | Rodri             |  |     |
|                 | 02 | César Azpilicueta |  | 46e |
|                 | 05 | Sergio Busquets   |  |     |
|                 | 26 | Pedri             |  |     |
|                 | 09 | Gavi              |  | 68e |
|                 | 21 | Dani Olmo         |  |     |
|                 | 07 | Álvaro Morata     |  | 57e |
|                 | 12 | Nico Williams     |  | 57e |
| Remplaçants :   |    |                   |  |     |
|                 | 20 | Dani Carvajal     |  | 46e |
|                 | 11 | Ferran Torres     |  | 57e |
|                 | 10 | Marco Asensio     |  | 57e |
|                 | 25 | Ansu Fati         |  | 68e |
|                 | 18 | Jordi Alba        |  | 68e |
| Sélectionneur : |    |                   |  |     |
| Luis Enrique    |    |                   |  |     |

| Assistants : Zakhele Siwela Souru Phatsoane Quatrième arbitre : Salima Mukansanga Assistants arbitre vidéo : Armando Villarreal Kyle Atkins Adil Zourak Homme du Match : Ao Tanaka |

### Costa Rica - Allemagne
| Match 44                                                      | Costa Rica              | 2 - 4   | Allemagne                                                                                     | Stade Al-Bayt, Al-Khor                                                           |                                                                                  |
| 1er décembre 2022 · 22:00 (UTC+3) · Historique des rencontres | Tejeda 58e · Vargas 70e | (0 - 1) | 10e Gnabry (Raum ) · 73e Havertz (Füllkrug ) · 85e Havertz (Gnabry ) · 90+1e Füllkrug (Sané ) | Spectateurs : 67 054 Arbitrage : Stéphanie Frappart Arbitre vidéo : Drew Fischer | Spectateurs : 67 054 Arbitrage : Stéphanie Frappart Arbitre vidéo : Drew Fischer |
| 1er décembre 2022 · 22:00 (UTC+3) · Historique des rencontres | Rapport                 |         |                                                                                               | Spectateurs : 67 054 Arbitrage : Stéphanie Frappart Arbitre vidéo : Drew Fischer | Spectateurs : 67 054 Arbitrage : Stéphanie Frappart Arbitre vidéo : Drew Fischer |

| Costa Rica | Allemagne |

| COSTA RICA :         |    |                   |     |       |
|                      |    |                   |     |       |
| Gardien de but       | 01 | Keylor Navas      |     |       |
|                      | 08 | Bryan Oviedo      |     | 90+3e |
|                      | 03 | Juan Pablo Vargas |     |       |
|                      | 19 | Kendall Waston    |     |       |
|                      | 06 | Óscar Duarte      | 77e |       |
|                      | 04 | Keysher Fuller    |     | 74e   |
|                      | 12 | Joel Campbell     |     |       |
|                      | 17 | Yeltsin Tejeda    |     | 90+3e |
|                      | 05 | Celso Borges      |     |       |
|                      | 20 | Brandon Aguilera  |     | 46e   |
|                      | 11 | Johan Venegas     |     | 74e   |
| Remplaçants :        |    |                   |     |       |
|                      | 14 | Youstin Salas     |     | 46e   |
|                      | 22 | Rónald Matarrita  |     | 74e   |
|                      | 09 | Jewison Bennette  |     | 74e   |
|                      | 07 | Anthony Contreras |     | 90+3e |
|                      | 24 | Roan Wilson       |     | 90+3e |
| Sélectionneur :      |    |                   |     |       |
| Luis Fernando Suárez |    |                   |     |       |

| ALLEMAGNE :     |    |                   |  |       |
|                 |    |                   |  |       |
| Gardien de but  | 01 | Manuel Neuer      |  |       |
|                 | 03 | David Raum        |  | 66e   |
|                 | 02 | Antonio Rüdiger   |  |       |
|                 | 15 | Niklas Süle       |  | 90+3e |
|                 | 06 | Joshua Kimmich    |  |       |
|                 | 21 | İlkay Gündoğan    |  | 55e   |
|                 | 08 | Leon Goretzka     |  | 46e   |
|                 | 19 | Leroy Sané        |  |       |
|                 | 14 | Jamal Musiala     |  |       |
|                 | 10 | Serge Gnabry      |  |       |
|                 | 13 | Thomas Müller     |  | 66e   |
| Remplaçants :   |    |                   |  |       |
|                 | 16 | Lukas Klostermann |  | 46e   |
|                 | 09 | Niclas Füllkrug   |  | 55e   |
|                 | 07 | Kai Havertz       |  | 66e   |
|                 | 11 | Mario Götze       |  | 66e   |
|                 | 04 | Matthias Ginter   |  | 90+3e |
| Sélectionneur : |    |                   |  |       |
| Hansi Flick     |    |                   |  |       |

| Assistants : Neuza Back Karen Diaz Medina Quatrième arbitre : Saíd Martínez Assistants arbitre vidéo : Jérôme Brisard Kathryn Nesbitt Massimiliano Irrati Homme du Match : Kai Havertz |

## Homme du match
| Match | Résultats  | Résultats | Résultats  | Homme du match |
| ----- | ---------- | --------- | ---------- | -------------- |
| 11    | Allemagne  | 1 - 2     | Japon      | Shūichi Gonda  |
| 10    | Espagne    | 7 - 0     | Costa Rica | Gavi           |
| 25    | Japon      | 0 - 1     | Costa Rica | Keysher Fuller |
| 28    | Espagne    | 1 - 1     | Allemagne  | Álvaro Morata  |
| 43    | Japon      | 2 - 1     | Espagne    | Ao Tanaka      |
| 44    | Costa Rica | 2 - 4     | Allemagne  | Kai Havertz    |

## Liste des buteurs
3 buts
- Álvaro Morata

2 buts
- Niclas Füllkrug
- Kai Havertz
- Ferran Torres
- Ritsu Doan

1 but
- Serge Gnabry
- İlkay Gündoğan
- Keysher Fuller
- Yeltsin Tejeda
- Juan Pablo Vargas
- Marco Asensio
- Gavi
- Dani Olmo
- Carlos Soler
- Takuma Asano
- Ao Tanaka

## Liste des passeurs
2 passes décisives
- Jordi Alba

1 passe décisive
- Niclas Füllkrug
- Serge Gnabry
- Jamal Musiala
- David Raum
- Leroy Sané
- Yeltsin Tejeda
- César Azpilicueta
- Gavi
- Álvaro Morata
- Dani Olmo
- Ko Itakura
- Junya Ito
- Kaoru Mitoma